# 岗列街道
岗列街道，是中华人民共和国广东省阳江市江城区下辖的一个乡镇级行政单位。

## 行政区划
岗列街道下辖以下地区：
金沙社区、岗列村、四围村、那格村、岸东村、对岸村、大朗村、司朗村、新朗村、三洲村、龙涛村、金郊村、随垌村、坪郊村和奕垌村。